# Bellinsgauzen (cràter)

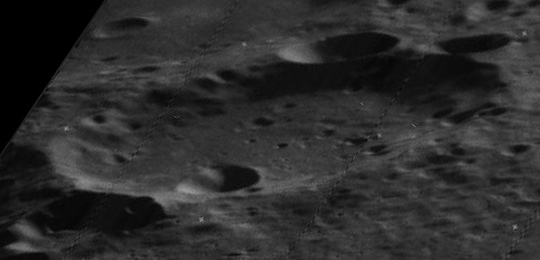
Imatge obliqua des de la sonda Piga Orbiter 5

Bellinsgauzen és un cràter d'impacte que es troba en la part sud de la cara oculta de la Lluna. Es troba inserit al bord nord del cràter Berlage (més gran), i dins del diàmetre del cràter Cabannes, situat cap a l'oest. Al nord de Bellinsgauzen es troba el cràter Bhabha.

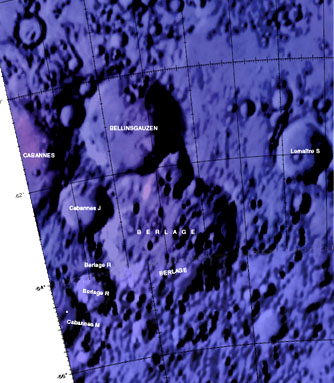
Localització de Bellinsgauzen

La vora exterior de Bellinsgauzen apareix desgastada, però la seva forma, en general, segueix intacta. Hi ha petits cràters situats al llarg de l'interior i units a l'exterior de la vora cap al sud-est. Un parell de petits cràters també estan associats a la part exterior de l'oest i a la vora del nord-oest. La superfície interior es caracteritza per una sèrie de petits cràters, en particular prop de l'extrem nord. L'interior del cràter manca de trets rellevants.